# Битва при Хохкирхе
Сражение при Хохкирхе (нем. Schlacht von Hochkirch), в традиционной русской передаче Сражение при Гохкирхене — сражение в ходе Семилетней войны у селения Хохкирх, в Саксонии, в 6 км к востоку от Бауцена, состоявшееся 14 октября 1758 года между австрийской армией под началом фельдмаршала Дауна и прусской армией Фридриха II. В этом сражении Фридрих потерпел второе в своей жизни, после Колина, поражение. На его счастье, австрийцы не развили и не использовали свой успех, благодаря чему битва при Хохкирхе осталась изолированным эпизодом, не имевшим существенных последствий для дальнейшего хода Семилетней войны в Европе.

## Накануне сражения
Большинство неудач Фридрих, прославленный полководец своего времени, потерпел из-за своего самомнения, из-за склонности пренебрежительно относиться к противнику и нежеланию считаться ни с предостережениями, ни с результатами разведки, когда те противоречили его собственным представлениям и планам. При жизни Фридриха его критиковал за это его брат Генрих (больше никто не осмеливался), бывший по характеру более осторожным человеком и осмотрительным военачальником. Сражение при Хохкирхе является ярким примером тому, как недооценка противника Фридрихом обернулась для пруссаков тяжёлым поражением.
Результаты битвы при Цорндорфе и отход русских войск к Висле заставили австрийского главнокомандующего Дауна отказаться от первоначального плана идти на соединение с русскими, теперь он решает направиться на соединение с Имперской армией. Совместно с ней он рассчитывает разбить корпус Генриха Прусского, прикрывающий Саксонию.
Узнав о движении Дауна, Фридрих, оставив 17-тысячный корпус генерала Дона для наблюдения за русскими, с 15 батальонами и 38 эскадронами немедленно направляется в Саксонию, уже в дороге соединившись с 33-тысячной армией маркграфа Карла Бранденбург-Шведтского, оставленной им в августе в Силезии против австрийцев. Ему удаётся благополучно соединиться с Генрихом. Объединённое прусское войско насчитывает 60 тысяч человек против 100 тысяч у противника. Подобное соотношение сил для Фридриха не в новинку: во всех сражениях Семилетней войны численное превосходство было на стороне его врагов.
Осторожный Даун укрывается, при приближении прусского короля, в укреплённом лагере в Штольпене. Он рассчитывает пересидеть здесь, сковывая основные силы пруссаков, до тех пор, пока австрийский отряд генерала фон Харша не возьмёт крепости Нейссе (ныне Ныса в Польше), которая должна в будущем стать опорным пунктом для отвоевания Силезии. План Фридриха заключается в том, чтобы, угрожая коммуникациям Дауна, вынудить того покинуть Саксонию. Ему удаётся заставить Дауна оставить лагерь у Штольпена и занять другую позицию, в 30 милях от оставленной. Фридрих следует за австрийцами, пребывая в полном убеждении, что ещё несколько дней, и он вытеснит их окончательно назад в Богемию.
Источники единодушно свидетельствуют о гнетущем впечатлении, произведённом битвой при Цорндорфе на прусских солдат. Никогда им ещё не приходилось участвовать в такой беспощадной бойне, которая разыгралась на поле этого сражения, когда противники, израненные, умирающие, уже не имея оружия или не будучи больше в состоянии пользоваться им, грызли друг друга зубами. «Страх и ужас, которые вызвал враг в нашем войске, — записывает в эти дни прусский хронист, — неописуемы. Клянусь честью, многие из наших, не стесняясь, говорят о своём страхе…» В сравнении с таким врагом, каким показали себя русские, старый, привычный враг, австрийцы, кажется Фридриху совсем не страшным: не обращая внимания на возражения своих генералов, он приказывает разбить временный лагерь в крайне ненадёжном месте, прямо у подножия занятых австрийцами высот. Он совершенно уверен в том, что одного его присутствия достаточно, чтобы парализовать Дауна и без того уклонявшегося от столкновений. И в этом он ошибается. «Хотя австрийцы и не обладали врождённой свирепостью русских, — пишет известный английский историк Кристофер Даффи, — они были опасны благодаря накопленному за годы войны опыту и техническим знаниям их военачальников и военных инженеров». Войско Дауна превосходит прусское более, чем вдвое. Исполнявший при Дауне обязанности начальника штаба, Франц Мориц Ласси настоятельно советует своему шефу использовать подавляющее численное превосходство и неудачную позицию пруссаков и атаковать их.

## Силы противников и диспозиция
Накануне сражения Фридрих выделил 10-тысячный деташемент генерала Ретцова для занятия горы Штромберг, господствовавшей над окружающей местностью. Обнаружив, что австрийцы опередили его и установили на горе тяжёлую артиллерию, Ретцов отказался рисковать жизнью своих солдат, был смещён и посажен под арест. Его корпус остался в Вайссенберге.
Остальные солдаты Фридриха были разбросаны на довольно большом пространстве лагеря (приблизительно 6000 шагов в длину, за шаг обычно принимается 0,8 метра), имевшего форму вытянутой латинской «S». 9 батальонов пехоты, составлявшие левый фланг, хотя и были усилены батареей тяжёлой артиллерии, находились в изолированной от остального войска позиции. Центр располагался между селениями Родевиц и Хохкирх. 11 батальонов пехоты и 28 эскадронов кавалерии на правом фланге размещались в Хохкирхе и поблизости от него, образуя обращённый на запад клин. Улочки Хохкирха были узки, но кирха не уступала размером кафедральному собору. К югу от неё находилась главная батарея пруссаков, состоявшая из 20 двенадцатифунтовых и 6 лёгких орудий, охранявшаяся тремя батальонами гренадеров и двумя нерегулярными батальонами. Позиция правого фланга вплотную примыкала к горе Куприцер, занятой австрийцами. В целом, прусская армия насчитывала 29-30 тысяч человек.
Диспозиция Ласси предусматривала атаку несколькими колоннами, причём, основной удар наносился по Хохкирху: две сильных колонны пехоты атаковали со стороны горы Куприцер, в то время, как две колонны, в основном, кавалерии нападали на деревню с фланга и с тыла, отрезая противнику путь к отступлению. Фронтальная атака обещала быть особенно успешной, так, как австрийцы, при сосредоточении и в движении были надёжно укрыты густым лесом на горных склонах, по открытой местности им предстояло преодолеть совсем короткое расстояние. Австрийское войско насчитывало 78-80 тысяч человек, имея почти тройной перевес в силах над пруссаками.

## Ход сражения
Ночь с 13 на 14 октября выдалась сырой и туманной, звёзд не было видно на небе. В пять утра (светает в это время года не раньше семи) дюжина ракет разорвала на миг темень, подав австрийцам сигнал к атаке. Долго и безуспешно пытались в это утро адъютанты Фридриха, ночевавшего в Родевице, добудиться своего короля, тот очнулся лишь, когда пули защёлкали по стенам дома, где он остановился на ночлег. Битва за Хохкирх была к этому времени в полном разгаре. Генералы Цитен и Кроков (пал в сражении) отчаянными атаками отбивали колонны австрийцев, пытавшихся зайти в тыл к деревне. Многие пруссаки, застигнутые врасплох, сражались полуодетыми, а то и вовсе раздетыми. (Между прочим, приказ раздеваться перед отходом ко сну, а в прусской армии ничего не делалось без приказа, был отдан лично Фридрихом).
В самой деревне царил невообразимый хаос, прусской армии, как воинского соединения, за исключением небольшого отряда майора фон Лангена, засевшего за церковной оградой и отбивавшего одну австрийскую атаку за другой, больше не существовало. Со стороны не принимавшего участия в сражении центра, в Хохкирх беспрерывно текли подкрепления, лишь увеличивавшие давку и неразбериху на узких улочках деревни. Плотная масса прусских солдат являлась отличной мишенью для австрийской артиллерии, косившей их, как траву. Сдавленные в толпе, трупы убитых картечью не падали, оставаясь стоять. Туман и густой пороховой дым мешали видеть дальше, чем на расстоянии вытянутой руки.
Не лучше обстояло дело и на левом фланге, где австрийцам удалось захватить прусскую батарею, ключевую позицию этого фланга. Всё это время Фридрих метался с одного участка боя на другой, затыкая дыры и собирая своих людей. Он даже не пытался контратаковать противника, а лишь спасал то, что ещё можно спасти. Лошадь была убита под ним, сам он чуть не погиб. Наконец, он получил желанное подкрепление на правом фланге, посланное от корпуса Ретцова из Вайссенберга. С помощью подошедшей кавалерии удалось, наконец, справиться с опасностью в тылу Хохкирха и разблокировать, тем самым, путь к отступлению. Остатки прусского войска отошли к Дёберицу, где был разбит новый лагерь. Многим спастись не удалось: так, солдаты майора фон Лангена, окружённые со всех сторон, пытаясь совершить штыковой прорыв к своим, полегли все до одного на узкой улочке прямо за кирхой.

## Итоги сражения
Лишь в Дёберице, когда прошёл угар боя, стал очевиден размер катастрофы, постигшей прусскую армию, катастрофы, которую Фридрих мог с полным правом отнести на свой счёт. Потери пруссаков превышали 9 тысяч человек, без малого треть всего войска. 101 орудие, 28 знамён и 2 штандарта достались австрийцам. Тяжёлые потери понёс командный состав. Пушечным ядром оторвало голову принцу Францу Брауншвейгскому, шурину короля, младшему брату его жены. Обезумевшая от страха лошадь принца, потеряв седока, долго носилась взад-вперёд по полю сражения. Был тяжело ранен и попал в плен популярный в прусском войске военачальник, князь Мориц Ангальт-Дессауский. Он уже не вернётся в строй: отпущенный австрийцами под честное слово на лечение раны в Пруссию, он заболеет во время лечения и умрёт от болезни в 1760 году. Но больше всех утрат Фридрих переживал смерть фельдмаршала Кейта: Кейт был его другом, насколько короли вообще могут иметь друзей, близким советником и наставником. В довершение всех бед и утрат, 18 октября, через четыре дня после битвы, Фридрих получит известие о смерти своей любимой сестры Вильгельмины.

## Последующие события
После разгрома под Хохкирхом Фридрих обращается к брату с просьбой о подкреплении. 20 октября Генрих сам появляется в Дёберице во главе 8 батальонов пехоты и 5 эскадронов гусар. Убедившись в том, что Даун, победив, опять впал в свою обычную летаргию, Фридрих со всеми своими силами быстрыми переходами направляется обратно в Силезию, где, в его отсутствие, 20-тысячный деташемент австрийцев под началом генерала фон Харша осаждает крепость Нейссе. Даун в это время решает направиться к Дрездену, таким образом, прусское и австрийское войско уходят в противоположных направлениях, удаляясь друг от друга. При известии о приближении прусского короля австрийцы немедленно снимают осаду Нейссе и поспешно отступают в Моравию. Фридрих разворачивается и идёт обратно в Саксонию, на помощь прусскому гарнизону Дрездена. На обратном пути прусское войско проходит через Хохкирх, где всё ещё напоминает о недавнем сражении и о понесённых утратах. Даун, упустивший после Хохкирха момент, когда он мог уничтожить прусскую армию, теперь не решается на риск нового сражения, снимает осаду Дрездена и, наконец, уводит свои войска в Богемию. Также неудачей заканчиваются осады Лейпцига Имперской армией и Торгау австрийским корпусом под началом Хадика. Таким образом, кампания 1758 года завершается для пруссаков успешно, если не считать понесённых ими в этом году невосполнимых потерь, лишивших Пруссию цвета её армии.